# Bairro Alto

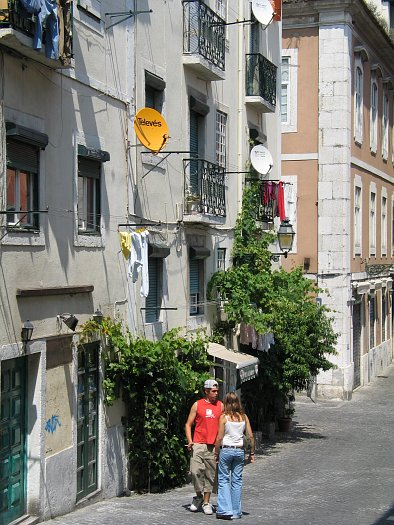
O Bairro Alto de dia, junho de 2005.

O Bairro Alto é um bairro antigo e pitoresco no centro de Lisboa, com ruas estreitas e empedradas, casas seculares, pequeno comércio tradicional, restaurantes e locais de vida nocturna. Construído em plano ortogonal a partir do início do século XVI, foi conhecido como Vila Nova de Andrade.

O seu planeamento e construção estão ligados ao maremoto do Sismo de Lisboa de 1531, conforme atesta Joaquim José Moreira de Mendonça
Tenho certeza por documentos autênticos que ainda depois daquele ano se erigiram todas as ruas do Bairro Alto, que ficam para fora das Portas de Santa Catarina e Postigo de S. Roque (...)
É delimitado a Oeste pela Rua do Século, a Este pela Rua da Misericórdia, a Norte pela Rua D. Pedro V e a Sul pela Calçada do Combro, Largo do Calhariz, Rua do Loreto, e Largo de Camões. O Bairro Alto está totalmente integrado na freguesia da Misericórdia .
Desde os anos 80 que é a zona mais conhecida da noite lisboeta, com inúmeros bares e restaurantes, a par das casas de fado. Ali se situavam também até aos anos 70-80 do século XX numerosos órgãos de imprensa. Desde então, adquiriu uma vida muito própria e característica, onde se cruzam diferentes gerações na procura de divertimento nocturno.
Aos poucos verifica-se também que passou a ser procurado como um lugar para viver, estando a sua população a ser renovada e rejuvenescida.
Durante o Século XIX e até ao terceiro quartel do Século XX, o bairro abrigava as sedes dos principais jornais e tipografias do país. Ainda hoje é possível encontrar ecos desse tempo em nomes de ruas como a Rua Diário de Notícias ou a Rua d'O Século. Este bairro da capital, a um passo do Chiado, frequentado e habitado por jornalistas, escritores, artistas e estudantes, foi também lugar de tascas de marinheiros, carvoarias e lugares de má fama e prostituição. Vitorino Nemésio faz alusões a este ambiente no romance Mau tempo no canal.
O edifício onde nasceu o Diário de Notícias foi mais tarde ocupado por A Capital (diário extinto em 2005), sendo hoje conhecido por Edifício A Capital. Ali esteve sediada durante alguns anos a companhia de teatro Artistas Unidos.
Em 2013, comemoraram-se os 500 anos do Bairro Alto, desde que foi autorizado o primeiro plano geométrico de Lisboa, quando Lopo de Athouguia acordou com os aforadores, Bartolomeu de Andrade e sua mulher, Francisca Cordovil, a divisão do mesmo em lotes. Para estas comemorações, foi criada uma programação alargada, com a permanente abertura para propostas de interessados, designadamente por parte dos moradores e outros agentes económicos e culturais do Bairro Alto. A comissão executiva foi constituída pela Associação de Moradores do Bairro Alto, Irmandade da Misericórdia e de S. Roque de Lisboa, Lisboa Club Rio de Janeiro, Museu da Farmácia e Associação Portuguesa de Livreiros Alfarrabistas, contando ainda com um conjunto vasto de parceiros.
No Barrio Alto funcionam várias lojas antigas, que agora são parte da rede Lojas com História, um projeto da Câmara Municipal de Lisboa. Destacam restaurantes como a Tasca do Manel, na Rua da Barroca, ou o antiquário Solar, na Rua D. Pedro V, 70.
O Bairro Alto é actualmente um bairro pacato e tradicional de Lisboa durante o dia, transformando-se a partir do início da noite no principal local de divertimento nocturno e ponto de encontro de diferentes culturas e gerações. É conhecido como o local de concentração habitual dos jovens estrangeiros que se encontram em Lisboa a estudar ao abrigo do programa Erasmus.
Parte dos prédios foram ou estão a ser recuperados, mantendo-se a traça original dos mesmos, o que veio permitir a instalação de novos e alternativos espaços comerciais, encontrando-se desde lojas de referência (como a Leitão & Irmão, a Jorge Welsh ou a Cork & Co) as lojas multimarca e ateliers (como o da designer Fátima Lopes), passando por lojas de tatuagens e piercing. Por outro lado, o bairro tem, muito provavelmente, a maior concentração de restaurantes e bares de Lisboa, atraindo um público muito diversificado, quer nacional, quer estrangeiro.
Apesar das obras recentes, e da instalação de câmaras de vigilância nalgumas ruas, no entanto, o nível de policiamento aumentou bastante nos últimos tempos, sendo habitualmente seguro até, pelo menos, à hora de encerramento normal dos bares. Aliás, nos últimos dois anos verificou-se um decréscimo acentuado do índice de criminalidade no bairro, contrariando a ideia instalada de que era um local com um nível de insegurança superior ao normal.
O Bairro Alto foi classificado como Conjunto de Interesse Público (CIP) em 2010.